# Evan Spiegel
Evan Thomas Spiegel (Los Angeles, 4 giugno 1990) è un imprenditore statunitense, conosciuto per essere il co-fondatore dell'applicazione di messaggistica istantanea Snapchat.

## Biografia
Evan è nato a Los Angeles da Melissa Ann Thomas e John W. Spiegel, entrambi avvocati.. È cresciuto a Pacific Palisades. Ha conseguito il diploma alla Crossroad School for Art & Sciences in California, per poi frequentare la Otis College of Art and Design. Durante gli studi, ha anche lavorato come collaboratore per un'azienda medica, a Città del Capo. Nel 2011 mentre studiava all'università di Stanford, ha lanciato il progetto di Snapchat, che ha poi lanciato a settembre dello stesso anno con i suoi collaboratori Reggie Brown e Robert Murphy. Attualmente è l'amministratore delegato della società.

## Vita privata
Il 27 maggio 2017 sposa la top model australiana Miranda Kerr, ex moglie di Orlando Bloom. La coppia ha due figli, Hart, nato il 7 maggio 2018, e Myles, nato il 15 ottobre 2019.